# Diospyros zombensis
Diospyros zombensis là một loài thực vật có hoa trong họ Thị. Loài này được (B.L.Burtt) F.White mô tả khoa học đầu tiên năm 1963.